# Mercedes-AMG F1 W16 E Performance
O Mercedes-AMG F1 W16 E Performance, comumente conhecido como Mercedes W16, é o modelo de carro de Fórmula 1 construído e utilizado pela Mercedes-AMG Petronas F1 Team, atualmente competindo no Campeonato Mundial de Fórmula 1 de 2025. Está sendo pilotado por George Russell, em sua quarta temporada consecutiva com a equipe, e pelo estreante Andrea Kimi Antonelli, com o reserva Frederik Vesti pilotando o modelo durante os treinos livres do Grande Prêmio do Barém.

## História
O W16 é o sucessor do W15 do ano anterior, que conquistou quatro vitórias na Áustria, Grã-Bretanha, Bélgica e Las Vegas. Apesar desses resultados, o W15 foi criticado pelo piloto George Russell, que o classificou como "o carro mais inconsistente" que a equipe já teve. Com a saída de Lewis Hamilton para a Ferrari em 2025, o W16 se torna o primeiro carro da Mercedes que não é pilotado pelo heptacampeão britânico desde o F1 W03, carro que a Mercedes usou em 2012.

### Projeto inicial
Desde 2022, a Mercedes tem enfrentado dificuldades por conta da introdução do efeito solo, começando com o W13, com seu conceito de "zeropod" que se provou ineficaz. Com o W14, o design da suspensão do carro prejudicou a capacidade da equipe de maximizar a eficácia aerodinâmica da parte inferior da carroceria. Para compensar, a equipe teve que aumentar a altura do carro ao longo da temporada, o que os deixou em desvantagem em relação aos concorrentes. O W16 parecia resolver os problemas de suspensão, mas produziu um efeito cascata de indução de equilíbrio inconsistente.
O diretor técnico James Allison esteve "muito envolvido" no design do W16.

### Pintura
A pintura do W16 foi divulgada durante o evento F1 75 Live, em 18 de fevereiro de 2025, utilizando um modelo do ano anterior. A Mercedes segue com o tradicional prata da marca alemã, mas apresenta as laterais em preto utilizadas desde 2024 e os detalhes em verde da patrocinadora Petronas. O modelo real do W16 foi revelado no dia 24 do mesmo mês.

### Desempenho
O W16 fez sua estreia competitiva no GP da Austrália de 2025, onde George Russell conquistou o primeiro pódio da Mercedes no ano, ao terminar a corrida em terceiro lugar. Andrea Kimi Antonelli, que tinha conquistado seus primeiros pontos na F1 na etapa australiana, fez sua primeira pole na corrida sprint do GP de Miami.